# 新年抖來咪
〈新年抖來咪〉（英語：Happy New Year Do Re Mi）是臺灣歌手蔡依林、中國大陸歌手劉宇寧和多位抖音達人的歌曲。該歌曲由關雷、MoonBoi、$唐老師、Way烏鴉、Young7、汪蘇瀧、陳書光、林俊呈作詞、黃偉濤、MoonBoi、Zj-aIvSoN、Young7、汪蘇瀧、陳書光、林俊呈作曲。該歌曲為抖音短視頻2019年「抖音符 賀新年」活動主題曲，於2019年1月24日由字跳網絡以單曲形式發行。

## 創作
該歌曲由〈你的前男友〉、〈灞波兒奔奔波兒灞〉、〈學貓叫〉、〈買條街〉、〈小星星〉、〈可不可以給我你的微信〉及〈東西〉等多首歌曲片段組成，之後由抖音音樂團隊修改歌詞，並由非凡音樂的Chris、Ryoji、螞蟻負責重新編曲。

## 發行
2019年1月24日，字跳網絡發行抖音短視頻2019年「抖音符 賀新年」活動主題曲〈新年抖來咪〉。該曲由蔡依林、劉宇寧及張欣堯、吳佳煜、郭聰明、聶小雨、李昃佑、劉至佳、野小馬、王欣宇、沈蟲蟲、一婷呦、老王歐巴、狗達、Tender黃夢等抖音達人共同演唱。同日，該歌曲的MV於抖音短視頻平台發布，由鄒飛執導。

## 商業表現
該歌曲曾獲得中國公告牌音樂單曲榜週榜第75名。

## 榜單
| 排行榜（2019年）   | 最高排名 |
| ------------------ | -------- |
| 中國大陸（告示牌） | 75       |

## 發行歷史
| 地區     | 日期          | 格式     | 發行商   |
| -------- | ------------- | -------- | -------- |
| 中國大陸 | 2019年1月24日 | 串流媒體 | 字跳網絡 |